# Papadiókampos
Papadiókampos (en griego, Παπαδιόκαμπος) es un pueblo de Grecia ubicado en la isla de Creta. Pertenece a la unidad periférica de Lasithi, al municipio y a la unidad municipal de Sitía y a la comunidad local de Skopí. En el año 2011 contaba con una población de 55 habitantes.

## Yacimiento arqueológico
Cerca de este pueblo hay un yacimiento arqueológico donde se encontró un asentamiento minoico. Se estima que fue construido en el periodo minoico tardío I (en torno al 1500 a. C.) Su ubicación era de gran importancia estratégica, al tener centros de población minoica importantes tanto en la bahía de su derecha (Mojlos, Psira, Gurnia) como en la de su izquierda (Petra), por lo que debió ser un lugar propicio para las rutas comerciales y fue habitado por agricultores, pescadores y artesanos. Entre los hallazgos destacan tres casas de gran tamaño y de al menos dos pisos de altura (de más de 120 m² cada una). En la casa I se desarrollaban tareas agrícolas, como la extracción de aceite, el molido de grano y el almacenamiento de frutas. Además de productos agrícolas, la dieta de sus habitantes contenía carne de oveja, de cerdo y una cantidad inusualmente grande de marisco. En la casa II, donde debían vivir artesanos, se encontraron recipientes para el almacenamiento, pesas de telar y otras herramientas, además de un enterramiento del periodo minoico tardío III. La casa III, que debía ser el centro del asentamiento, tenía pisos pavimentados, además de un santuario. Allí se han encontrado también restos de marisco, además de múltiples recipientes. La causa de su destrucción es desconocida.